# Raúl Navarro
Raúl Ramón Navarro Paviato  (San Francisco (Córdoba), 22 de febrero de 1942-Colonia San Bartolomé, Córdoba, Argentina, 19 de julio de 2024) fue un jugador que jugó como portero y entrenador de fútbol de nacionalidad argentina y colombiana (su padre era español y su madre italiana). Su posición era arquero. En el año 1976 se nacionalizó colombiano para jugar con su selección, en donde estuvo como suplente en un partido ante Uruguay. En el cuadro verdolaga viviría su ciclo más importante ya que saldría campeón del Campeonato Colombiano en 1973 y 1976. Debutó en marzo de 1971 frente al Pereira. Jugó ocho temporadas y media en el club verdolaga. Después de su retiro como jugador, fue entrenador y dirigió a Tolima y a los extintos clubes, Atlético Córdoba de Sincelejo y Club Deportivo Soledad. Apodado por sus reflejos felinos en el arco como El Gato del Sur o Bebi.Tras conocerse su fallecimiento, Atlético Nacional emitió un mensaje en sus redes sociales lamentando la marcha del jugador.

## Trayectoria
Inició su carrera en el Club Sportivo Belgrano, de la ciudad de San Francisco, Córdoba, Argentina, a los 16 años de edad. Por sus condiciones integró el seleccionado cordobés que logró el Campeonato Argentino en el año 1962, dándole visibilidad, y fue contratado por el Club Atlético Huracán, de la Primera División de Argentina, luego de que San Lorenzo también lo pretendiera.
En Huracán tuvo una extensa y eficiente carrera, llegando a completar 129 partidos en el campeonato, 29 en el Nacional, 3 en el Reclasificatorio, 14 en el Promocional y 4 por la Copa Argentina (179 partidos entre 1963 y 1970). 
De allí pasó a Colombia, donde jugó en Atlético Nacional, Millonarios y Tolima. Llegó a Medellín en diciembre de 1970 en compañía de Oscar Calics y Tito Gómez, solo para jugar un torneo amistoso internacional con Atlético Nacional. Debutó en marzo de 1971 frente al Pereira. Jugó ocho temporadas y media en Nacional, donde consiguió dos títulos, en 1973 y 1976, disputando 19 partidos por Copa Libertadores y 456 por Liga.
En 1974 viajó a España para enrolarse en el Valencia por petición de Alfredo Di Stefano, pero por problemas de documentación no lo pudo hacer. 
A pesar de que ya tenía arreglada su vinculación con Argentinos Jrs de su natal Argentina en 1980, decidió echar atrás esa decisión porque quería seguir viviendo en Colombia. El mismo día que debía presentarse a la pretemporada, rescindió su contrato. Pocos días después, fue anunciado como nuevo refuerzo de Millonarios, equipo con el que fue titular indiscutible durante dos campañas. En enero de 1982, curiosamente, su salida del cuadro capitalino fue similar a su llegada. El día que debía presentarse a la pretemporada, presentó su carta de renuncia, ya que había acordado verbalmente su retorno al Atlético Nacional por petición directa del entrenador Osvaldo Zubeldía. Sin embargo, mientras se disponía a dar una entrevista con el periodista Wbeimar Muñoz para anunciar la noticia, recibió de este la información de que Zubeldía había fallecido pocas horas antes. Tras no concretarse su llegada al equipo paisa, el senador Camargo, dueño del Deportes Tolima, lo fichó por dos temporadas, aunque terminaría siendo el director técnico del equipo.

### Penales atajados en Atlético Nacional
| Torneo                     | Fecha                    | Rival          | Jugador                    | Minuto | Resultado |
| -------------------------- | ------------------------ | -------------- | -------------------------- | ------ | --------- |
| Campeonato Colombiano 1972 | 19 de noviembre de 1972  | Deportivo Cali | Adolfo Andrade             | 60     | 1-3       |
| Campeonato Colombiano 1973 | 6 de diciembre de 1973   | Bucaramanga    | Wilson Dos Santos "Pipico" | 79     | 4-0       |
| Campeonato Colombiano 1974 | 8 de diciembre de 1974   | América        | José Antonio Plá           | 80     | 1-1       |
| Campeonato Colombiano 1975 | 20 de septiembre de 1975 | Magdalena      | Juan José Valiente         | 50     | 0-0       |
| Campeonato Colombiano 1976 | 12 de agosto de 1976     | Millonarios    | Willington Ortiz           | 82     | 4-1       |
| Copa Libertadores 1977     | 8 de mayo de 1977        | Bolívar        | Ricardo Enrique Troncone   | 81     | 0-3       |
| Campeonato Colombiano 1978 | 19 de marzo de 1978      | Millonarios    | Juan José Irigoyen         | 76     | 1-0       |
| Campeonato Colombiano 1978 | 29 de marzo de 1978      | América        | Jorge Ramón Cáceres        | 18     | 2-0       |
| Campeonato Colombiano 1978 | 20 de agosto de 1978     | Junior         | Alberto Beltrán            | 83     | 1-0       |
| Campeonato Colombiano 1979 | 25 de noviembre de 1979  | América        | Álvaro Muñoz Castro        | 86     | 4-2       |

## Plano personal
Mientras jugaba en Millonarios en 1980, Navarro conoció a su esposa, quien es prima de su compañero de equipo en ese momento, el lateral Mario Gutiérrez.
Raúl Navarro falleció en la noche del 19 de julio por un infarto agudo de miocardio en la colonia San Bartolomé, en Córdoba, Argentina.

## Clubes

### Como jugador
| Club                | País                | Año                 | PJ  |
| ------------------- | ------------------- | ------------------- | --- |
| Sportivo Belgrano   | Argentina           | 1958-1962           | ?   |
| Huracán             | Argentina           | 1963-1970           | 179 |
| Atlético Nacional   | Colombia            | 1971-1979           | 475 |
| Millonarios         | Colombia            | 1980-1981           | 90  |
| Deportes Tolima     | Colombia            | 1982-1983           | 4   |
| Total en su carrera | Total en su carrera | Total en su carrera | 748 |

#### Selección
| Selección         | Año               | Partidos | Goles |
| ----------------- | ----------------- | -------- | ----- |
| Argentina Menores | 1963              | 1        | 0     |
| Colombia Mayores  | 1976              | 1        | 0     |
| Total Selecciones | Total Selecciones | 2        | 0     |

### Como entrenador
| Club                          | País     | Año       |
| ----------------------------- | -------- | --------- |
| Deportes Tolima               | Colombia | 1983      |
| Atlético Córdoba de Sincelejo | Colombia | 1998      |
| Club Deportivo Soledad        | Colombia | 1999-2000 |

## Palmarés

### Campeonatos nacionales
| Título                | Club              | País     | Año  |
| --------------------- | ----------------- | -------- | ---- |
| Campeonato colombiano | Atlético Nacional | Colombia | 1973 |
| Campeonato colombiano | Atlético Nacional | Colombia | 1976 |